# Barra do Ouro
Barra do Ouro est une municipalité brésilienne située dans l'État du Tocantins.